# Castelo romano da Chaminé das Cabeças
O Castelo da Chaminé das Cabeças é um sítio arqueológico correspondente a uma fortificação e villa romana, situado no Município de Castro Verde, na região do Baixo Alentejo, em Portugal.

## Descrição e história
O sítio arqueológico está situado na zona do Monte da Chaminé das Cabeças, tendo acesso a partir da Estrada Nacional 123.
Os edifícios foram identificados como um forte e uma villa da época romana, estando os vestígios do forte ainda em boas condições de conservação, tendo-se preservado os alinhamentos tanto no exterior como no interior. O complexo tinha um recinto central, com duas portas de acesso. Na zona em redor foi encontrada uma grande quantidade de fragmentos de peças de cerâmica comum e de construção romana, como restos de ânforas e Terra sigillata.
O complexo foi ocupado em dois períodos diferentes, primeiro desde o reinado de Augusto até Nero, quando foi abandonado, tendo sido reocupado no século III. Este processo de reocupação é testemunhado por várias alterações no interior dos edifícios, incluindo a construção de uma nova parte. Em 1981 foram feitos trabalhos arqueológicos no local, no âmbito de um programa de estudo das várias fortalezas romanas na zona, que também incluiu os castelos de Amendoeira, Vale de Mértola e Juntas, tendo sido encontrada uma grande quantidade de vestígios. O local foi alvo de novos trabalhos arqueológicos em 1995, tendo sido identificado igualmente um grande corte de mineração, e em 2016.